# بقرم
البَقْرَم أو البخاريّ أو (نقحرة: الباكرام) (بالإنجليزية: Buckram)‏ هو نوع من أقمشة السادة يتميز بصلابته، وهو مصنوع من القطن، وفي بعض الأحيان من الكتان، ويستعمل لتغليف وحماية الكتب.
البَقرَم يمكن استعماله لتقسية الملابس. قماش البَقرَم الحديث يتقسى بنقعه في مادة، غالباً تكون مادة البيروكسيلين، لملء الفراغات بين الألياف.
في العصور الوسطى، «البوكيرام» bokeram كان نوعًا من القماش القطني الرقيق، غير القاسي. اشتقت هذه الكلمة من كلمة بخارى Bokhara ، -وهذا المصطلح الإنكليزي غير مؤكد-، تبعاً لقاموس أوكسفورد الإنكليزي (قاموس أكسفورد الإنجليزي).
إن قماش البَقرَم المستعمل في صناعة القبعات يختلف عن البَقرَم الذي يستعمل في صناعة الكتب. حيث تجرى عمليات تحضير أولية لبَقرَم القبعات، ففي البداية يتم تشريب القماش بالنشا ثم يترك القماش ليلين في الماء ثم يسحب على قالب له شكل القبعة المراد تصنيعها ويترك ليجف ويصبح بهيئته القاسية.
إن قماش البَقرَم الأبيض هو الأكثر شيوعًا في صناعة القبعات مع أن اللون الأسود متوفر أيضاً.
القبعات النسائية المصنوعة من قماش البَقرَم لها ثلاثة أوزان:
1. بَقرَم الطفل: ويستعمل لصناعة قبعات الأطفال والدمى.
2. البَقرَم العادي.
3. البَقرَم المزدوج: المعروف أيضاً باسم «تاج المسرح».

إن أغلفة الكتب الأمريكية الصنع المصنعة من قماش البَقرَم مصممة لتحمل الاستخدام الكثيف في المكتبات، ويعطي الكتب قوة ومقاومة رطوبة ومقاومة ضد العفن. قماش البَقرَم متاح بعدة رتب.
في الولايات المتحدة، يقدم قماش البَقرَم ذو الرتبة F بخمسة عشر لون لماع مختلف، وهذه المواصفات تلبي حاجات الاستخدام في الكتب المدرسية كما أن أداء هذه المواصفات يحسن في حال استعمالها في مستلزمات المكتبة. إن كلتا الرتبتين مناسبة لحماية الكتب المرجعية والكتب الدينية (المصاحف) والكتب المدرسية وألبومات الصور وتجليد الإضبارات والمواد الأخرى التي تتطلب مستوى إضافي من الحماية.

## معرض صور

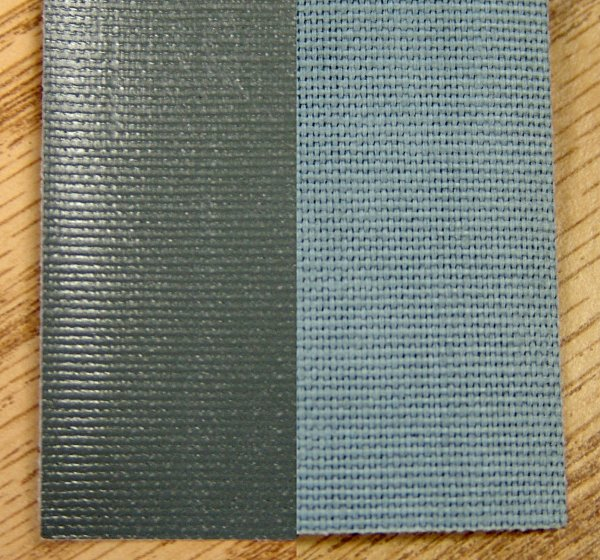
قماش البقرم يمكن أن يكون عاتمًا أو مضيئًا.
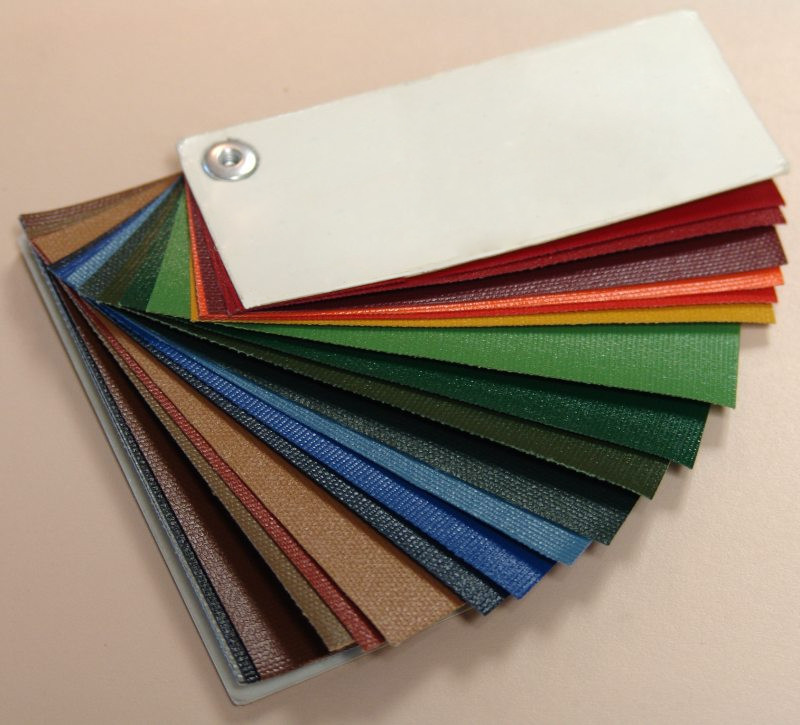
قماش البقرم متاح بعدة ألوان.

## طالع المزيد
- منسج دوبي
- قماش بنغالين
- قماش بوبلين
- قماش شالي
- تركيب نسيجي
- نسيج سادة